# Зундуин Хангал
Зундуин Хангал (монг. Зундуйн Хангал; 27 апреля 1948, Улан-Батор, МНР — 1996) — монгольский композитор, музыкант, музыкальный педагог. Лауреат Государственной премии Монголии (1990).

## Биография
С 1964 года работал музыкантом в оркестре столичного Дворца культуры строителей, играл на гитаре, ударных и фортепиано. Свою композиторскую карьеру начал в 1965 году.
С конца 1966 года до поступления в Алма-атинскую консерваторию работал концертмейстером. В 1966—1969 годах — преподаватель музыки Монгольского государственного педагогического университета, с 1974 по 1979 год — преподаватель Университета экономики и бизнеса.
В 1968—1970 годах обучался в Алма-атинской консерватории. С 1970 по 1976 год продолжил учёбу в Советском Союзе в Свердловской консерватории. В 1979—1982 годах — композитор Монгольского государственного театра оперы и балета. В 1982—1984 годах — композитор и художественный руководитель оркестра Государственного цирка Монголии, в 1985—1987 годах — композитор Государственного академического театра оперы и балета.
Наиболее известен своим струнным квартетом (1972), концертом для скрипки (1974) и балетной музыкой «Эрдэнэсийн Уул» (Эрдэнэсийн Уул, Гора сокровищ) (1982). Создал около 10 оркестровых и сольных произведений, в том числе фортепианный концерт для симфонического оркестра, написал музыку к 20 фильмам.

## Избранные музыкальные сочинения
Балет
- «Сердце матери» — детский танцевальный спектакль
- «Гора сокровищ»

Театральная музыка
- «Новая дорога» (1984, по пьесе Д. Намды, Национальный драматический театр)
- «Нора» (1984, по пьесе «Кукольный дом» Г. Ибсена)
- «Врачи» (1985, по пьесе Л. Вангана)
- «Звонкая ночь муравья» (1985, по пьесе В. Ежова)
- «Вишнёвый сад» (1986, по пьесе А. П. Чехова)
- «Сандрал» (1987, по пьесе Э. Оюн и С. Эрдене)
- «Жизнь Галилея» (1988, по пьесе Б. Брехта)
- «Степень» (1989, по Ц. Балдорж)
- Музыка к более чем 15 драматическим постановкам

Музыка кино
- «Первый шаг»
- «Я ещё не замужем»
- «Хатанбаатар»
- «Переезд к вам»
- «Я люблю летать»
- «Горы Голубой Ступы»

Другое
- Струнный квартет
- Симфоническая поэма «Птица ветра»
- Скрипичный концерт и др.